# Bärbel Mauch
Bärbel Mauch (* 1964) ist eine deutsche Filmproduzentin und Kuratorin.

## Leben und Wirken
Bärbel Mauch studierte Romanistik und Kunst. Seit 1984 wirkte sie bei Filmfestivals, wie bei den Französischen Filmtagen in Tübingen, in Auswahlkommissionen.
2001 gründete sie Bärbel Mauch Film in Berlin, mit der sie seitdem mehrere Filme  mit   französisch-afrikanischen Unternehmen koproduzierte. 
Bärbel Mauch ist auch als Beraterin und Kuratorin tätig. Sie vermittelte deutsche Dokumentarfilme  auf Filmfestivals in Afrika (in Zusammenarbeit mit German Films und AG Dok) und gab Workshops zur Herstellung von Dokumentarfilmen.
Spätestens seit 2024 ist sie Programmdirektorin der Französischen Filmtage Tübingen Stuttgart. 
Bärbel Mauch beklagt, dass  der Anteil von Frauen hinter und vor der Kamera  immer noch viel zu niedrig ist und fordert ein ausgewogeneres Verhältnis, da der weibliche Blick auf einige Themengebiete ein anderer sei als der von Männern.

## Filmografie (Auswahl)
Als Koproduzentin, wenn nicht anders angegeben
- 2004 La malentendu colonial (Das koloniale Missverständnis)
- 2008 Faro. La reine des eaux (Fato. Göttin des Wassers), zwei Preise
- 2016 Mali Blues, als Produktionsleiterin und Regieassistentin, ein Filmpreis
- 2018 Kinshasa Makambo, lobende Erwähnung und Nominierung, gezeigt bei der Berlinale
- 2023 Al Djanat. The Original Paradise
- 2024 La vie est un chemin de fer[3]